# Dani Nieth

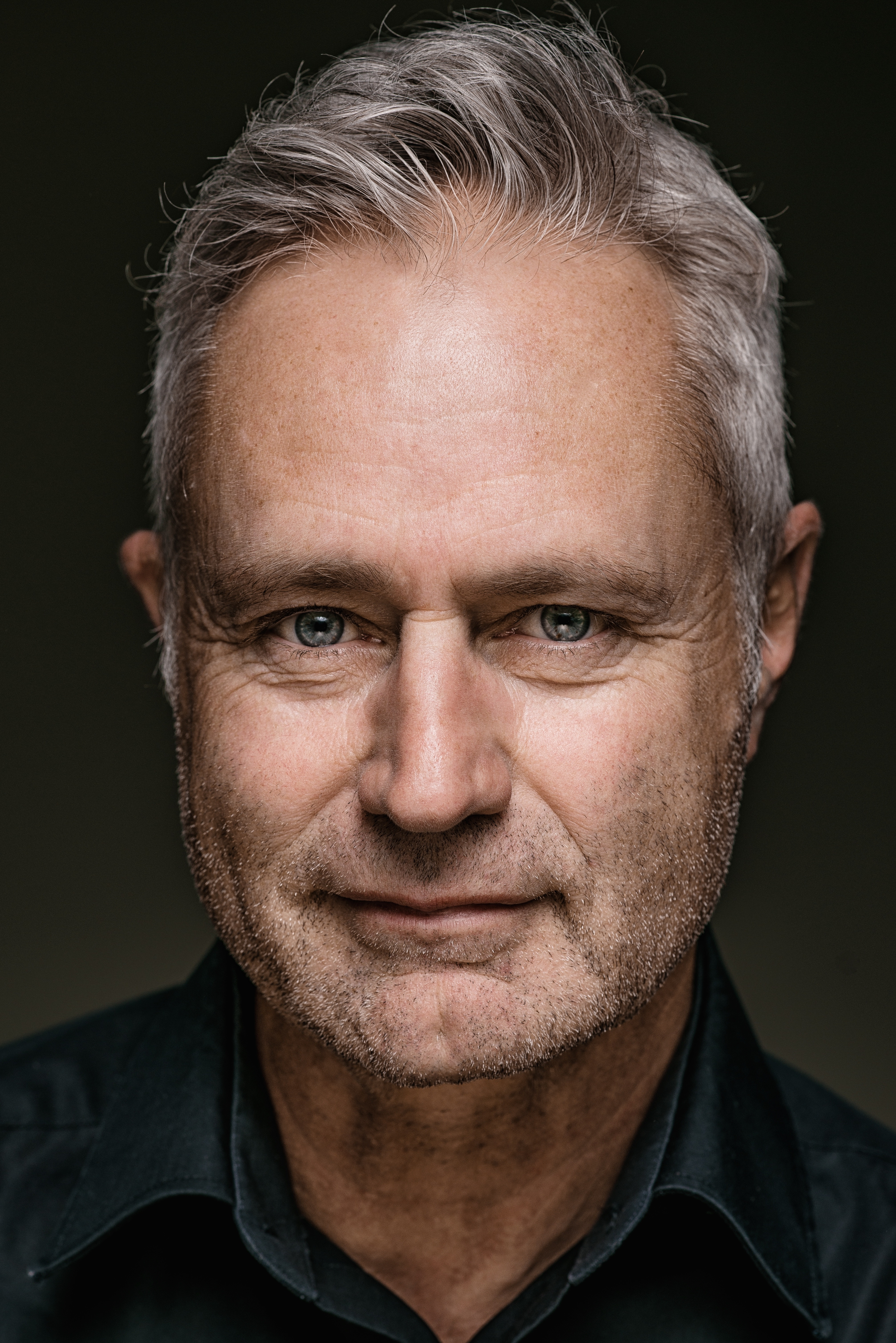
Dani Nieth

Dani Nieth (* 18. Dezember 1959 in Zürich) ist ein Schweizer Moderator und ehemaliger Freestyle-Skiingsportler.

## Leben
Nach dem Kunstturnen fand er 1976 zur Skiakrobatik, wo er in der Disziplin Springen sieben Jahre Nationalmannschaftsmitglied war und nach zwei Schweizer Meister- und einem Europameistertitel 1984 seine Karriere beendete.
Nieth studierte Elektrotechnik an der HTL in Horw, Betriebsökonomie an der GSBA in Zürich und war Offizier der Schweizer Armee. 1992 begann er als Moderator bei Radio Argovia. Zwei Jahre später war er Mitgründer, Geschäftsleitungsmitglied und Chefmoderator des Regional-Fernsehsenders Tele M1. 1996 gründete er eine Fernseh-Produktionsfirma, war freier Mitarbeiter beim Schweizer Fernsehen (Top of Switzerland, Punkt.ch) und der SRG SSR (Euro 08). 1999 wechselte er in die Chefredaktion von RTL/ProSieben (Schweiz) und moderierte die tägliche Live-Talkshow «KlarText».
Seit 2001 ist Nieth nach eigenen Angaben als Coach, Moderator, Trainer und Vortragsredner tätig. Nach einer Ausbildung zum «Innovationstrainer» bildete er sich auf dem Gebiet des Neuro-Linguistischen Programmierens (NLP) weiter und führt seine eigene Firma. Nieth ist Dozent und Referent an diversen Schweizer Hochschulen und Fachhochschulen. 
Im September 2016 veröffentlichte er sein erstes Buch, Jammern gefährdet Ihre Gesundheit.